# 収益認識
収益認識 (しゅうえきにんしき、revenue recognition) とは、企業会計において、収益を財務諸表に計上することを指す。会計学上、収益の計上をいつどのように行うかという収益認識基準が問題となる。

## 基準

### 生産基準
製品・サービスの生産時点で収益を認識。例外であり、工事進行基準や収穫基準、継続的役務提供における時間基準などがこれにあたる。

### 販売基準
製品・サービスの販売時点で収益を認識。原則である。

### 回収基準
代金の回収時点で収益を認識。例外であり、割賦販売において認められている（ただし、実務ではほとんど用いられない）。いわゆる現金主義。

## 会計基準
国際的には、2014年5月に国際会計基準審議会・米国財務会計基準審議会が、IFRS第15号「顧客との契約から生じる収益」として収益認識に関する会計基準を公表した。
日本においては、体系的な収益認識基準は2018年まで存在しなかった。しかし、企業会計原則において収益認識は発生主義でなく、原則として実現主義によることが定められていた。また、討議資料「財務会計の概念フレームワーク」では、収益の測定を「交換に着目した収益の測定」、「市場価格の変動に着目した収益の測定」、「契約の部分的な履行に着目した収益の測定」、「被投資企業の活動成果に着目した収益の測定」の四つにわけて測定方法を示していた。
しかし、国際的な動向を踏まえて、日本においても、2018年3月30日に企業会計基準委員会から企業会計基準第29号「収益認識に関する会計基準」が公表された。2021年4月1日以降開始の連結会計年度・事業年度から全面適用されることとなった。

## 財務諸表監査上の対応
日本の財務諸表監査上、収益認識には「不正による重要な虚偽表示リスク」があると推定される。そのため、会計監査人は、収益認識を「特別な検討を必要とするリスク」として扱い、関連する内部統制の理解を求められる。この推定を適用しない場合は、その理由を監査調書に記載しなければならない。